# Jerzy Dunajski
Jerzy Dunajski (ur. 10 lutego 1957 w Olsztynie) – polski kajakarz, olimpijczyk z Moskwy 1980.
Był kanadyjkarzem i zawodnikiem olsztyńskiego Stomilu. Mistrz Polski w konkurencji C-2 na dystansie 500 m w roku 1978 oraz w konkurencji C-1 na tym samym dystansie w roku 1978.
Na igrzyskach olimpijskich w Moskwie wraz z Markiem Wisłą zajął 4. miejsce w C-2 na dystansie 500 m.